# Johann Christoph Kellner
Johann Christoph Kellner (ur. 15 sierpnia 1736 w Gräfenroda, zm. 1803 w Kassel) – niemiecki kompozytor i organista.

## Życiorys
Syn Johanna Petera. Początkowo uczył się muzyki u ojca, następnie studiował w Gocie u Georga Antona Bendy. Przez krótki czas przebywał w Amsterdamie i Hadze. Następnie w 1764 roku osiadł w Kassel, gdzie pełnił funkcję nadwornego organisty i kantora w kościele luterańskim.
Był reprezentantem wczesnego klasycyzmu niemieckiego, stylistycznie nawiązywał do twórczości ojca. W kompozycjach polifonicznych odszedł od myślenia kontrapunktycznego na rzecz faktury harmonicznej. Komponował koncerty, preludia, fugi, kantaty, był też autorem singspielu Die Schadenfreude (wyst. Kassel 1782). Opublikował pracę Grundriss des Generalbasses (Kassel 1783).